# 面紙

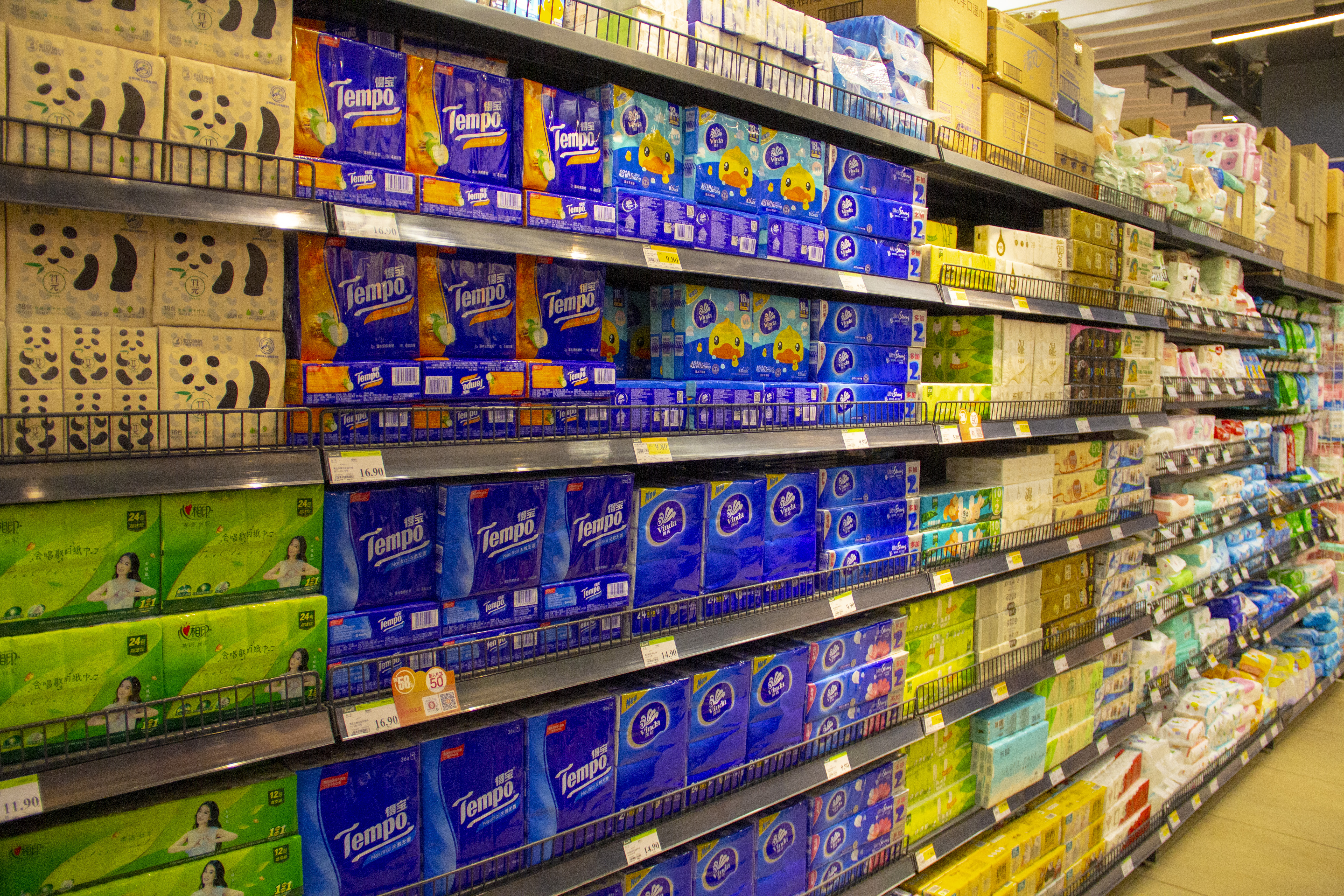
货架上的面巾纸

面紙（英語：tissue）是一種極薄而柔軟的紙張。它的外觀通常跟入廁使用的衛生紙極其相像，而衛生紙有單張四方型的、捲成圓筒型的，其中單張四方型的又經常包裝在紙盒或塑料包裝中，上面露出一口，便於每次抽取單張。這種抽取式的包裝、使用方法，又正好和衛生紙最常見的包裝、使用方法雷同，以致於兩者經常造成使用者的混淆。
面紙的設計目的和衛生紙正好相反。衛生紙的接受濕度強度較低，即：使用後，投入馬桶中，浸透水後比較容易被水流沖散，以免造成廁所馬桶堵塞。而面紙目的是用來擦臉、擦手，正因為會接觸到汗水，因此對濕要求較高，不容易拉斷、碎裂，以免影響使用。如果將面紙丢進馬桶中，就有可能造成水管堵塞。而衛生紙，通常是要求在使用後投入馬桶中沖走的。
因此面紙雖然外觀和使用方法和衛生紙經常極其類似，但是用途（擦哪裡）和用法（是否可以丟進馬桶）則完全不同。

## 相關
- 薄棉紙（英语：Tissue paper）
- 衛生紙